# Мельников, Владимир Михайлович (врач)
Владимир Михайлович Мельников (1950—2018) — советский и российский врач, деятель здравоохранения.

## Биография
Родился 25 декабря 1950 года в селе Кильмезь Кильмезского района Кировской области.
По окончании Ижевского государственного медицинского института (ныне Ижевская государственная медицинская академия), работал хирургом в Зеленодольской и Дрожжановской центральных районных больницах Татарской АССР. Затем в течение двадцати лет работал врачом-хирургом, травматологом, заместителем главного врача в Волжской центральной районной больнице.
С августа 1996 года до выхода на пенсию в 2015 году В. М. Мельников работал в должности заместителя министра здравоохранения Республики Марий Эл. При его участии были введены в эксплуатацию значимые объекты здравоохранения столицы Республики Марий Эл: городская поликлиника № 2, поликлиника № 3 детской городской больницы, хирургический корпус Йошкар-Олинской городской больницы, онкологический и радиотерапевтический корпуса Республиканского онкодиспансера, лечебно-диагностический корпус Республиканского клинического госпиталя ветеранов войн, а также более 40 фельдшерских и фельдшерско-акушерских пунктов в районах республики.
Выйдя на заслуженный отдых, жил в Йошкар-Оле, где умер 24 ноября 2018 года.

## Заслуги
- Удостоен званий Заслуженный врач Российской Федерации[2] и Заслуженный врач Республики Марий Эл, награждён знаком «Отличник здравоохранения СССР».[3]
- Награждён медалью ордена «За заслуги перед Марий Эл».
- Награждён Почетной грамотой Министерства здравоохранения Республики Марий Эл (за вклад в развитие здравоохранения республики) и Почетной грамотой Министерства здравоохранения Российской Федерации.